# Biserica Evanghelică-Luterană din România

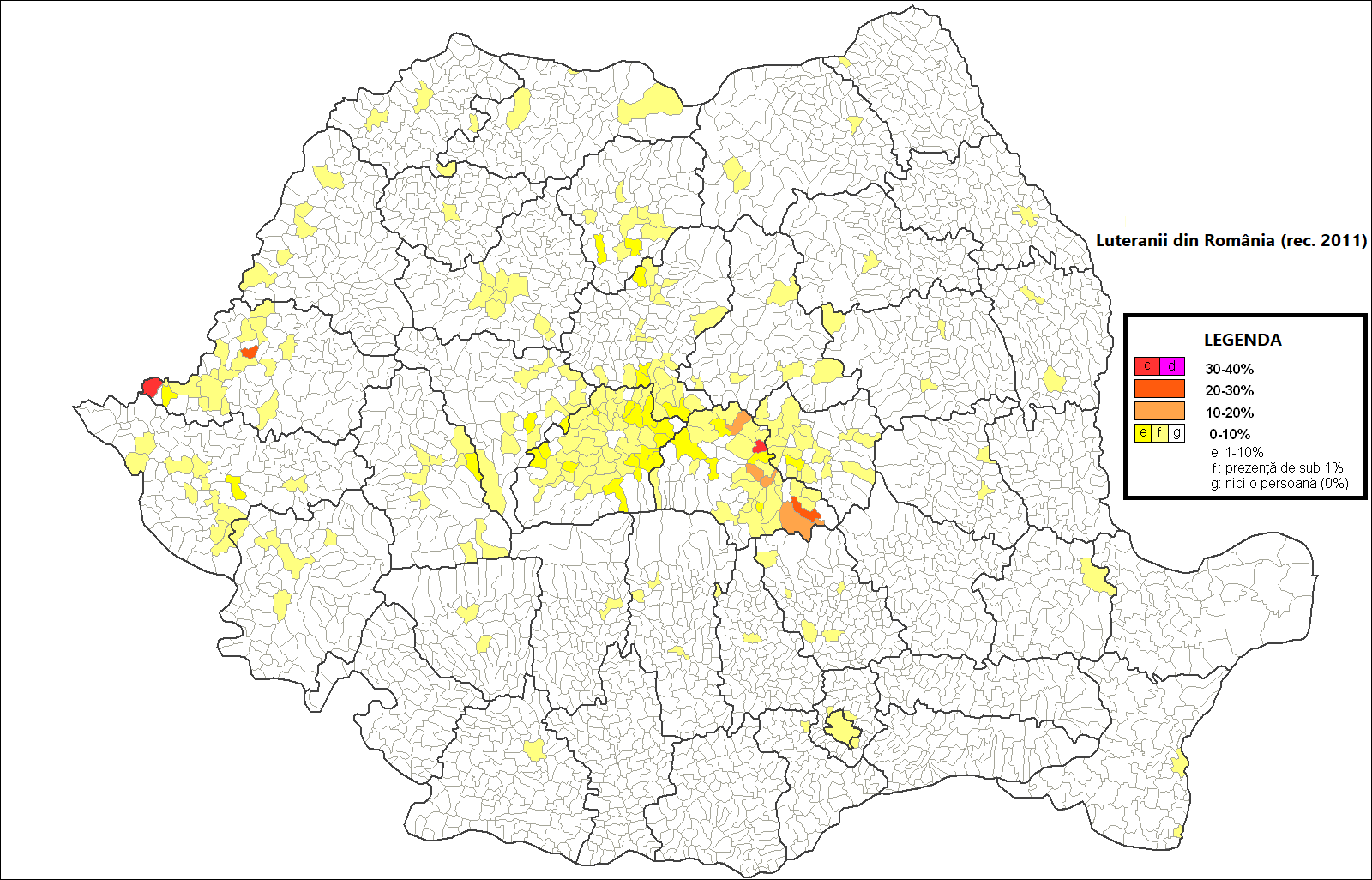
Luteranii din România (2011)

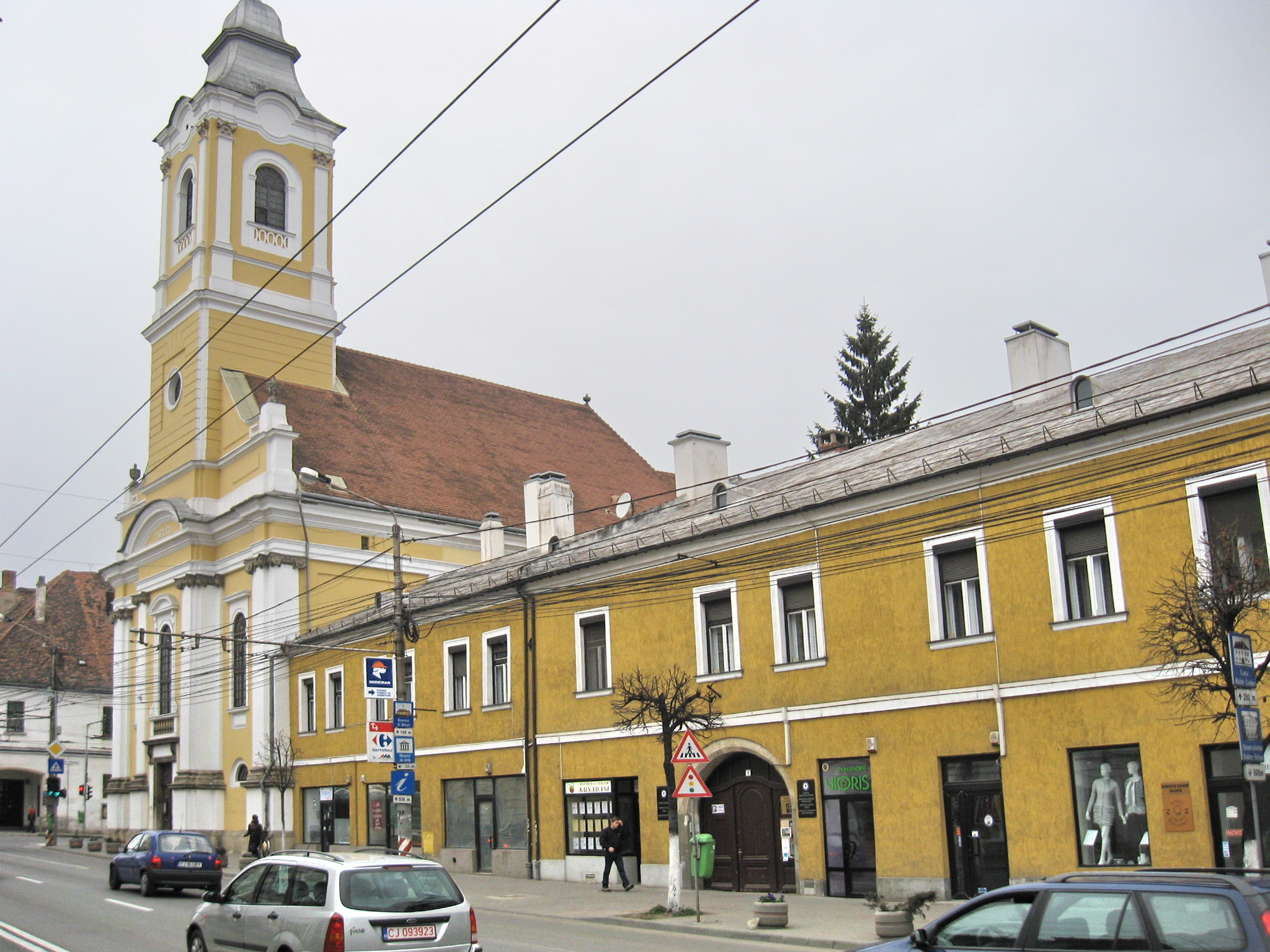
Episcopia evanghelică din Cluj

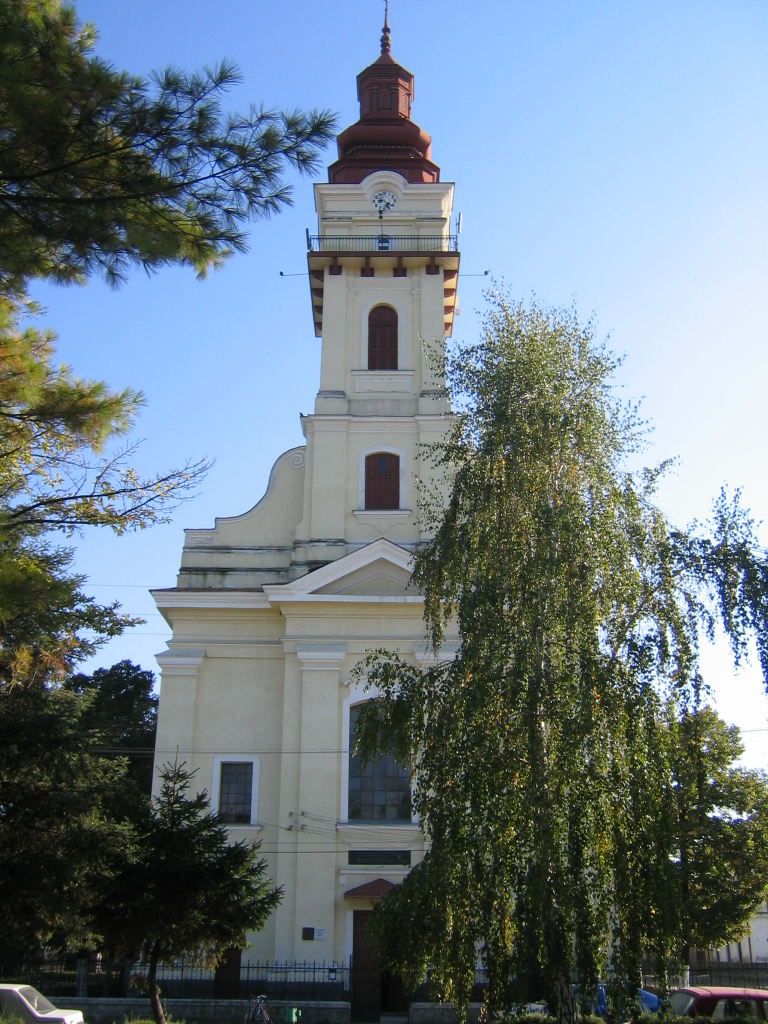
Biserica evanghelică luterană slovacă din Nădlac

Biserica Evanghelică-Luterană din România (în maghiară Romániai Evangélikus-Lutheránus Egyház; până în 2001 Biserica Evanghelică Luterană Sinodo-Prezbiteriană din România, în maghiară Romániai Zsintapresbiteri Evangélikus-Lutheránus Egyház) a luat ființă după Primul Război Mondial și a fost constituită din credincioșii evanghelici luterani din Transilvania și Banat care nu erau de limbă germană și care aparținuseră până atunci de districtul evanghelic de confesiune augustană Tisa, al cărui sediu rămăsese după Tratatul de la Trianon în Ungaria.
Inițial această biserică a avut sediul la Arad, mutându-și-l ulterior la Cluj.
În prezent Biserica Evanghelică Luterană are trei protopopiate, la Cluj, Brașov și Nădlac, și 45 de biserici. Conform datelor recensământului oficial din 2002 număra 26.194 de credincioși, iar conform datelor proprii, 35.000 de credincioși.
Biserica centrală a acestei confesiuni este Biserica Evanghelică din Cluj. Episcopul în funcție, din 2004, este Dezső Zoltán Adorjáni.